# Lisa Roman
Lisa Roman (Surrey, 17 september 1989) is een Canadees roeister.
Roman nam tweemaal deel aan de Olympische Zomerspelen en won in Tokio de gouden medaille in de acht. Roman won op de wereldkampioenschappen vier zilveren en één bronzen medaille.

## Resultaten

### Olympische Zomerspelen
| Jaar | Plaats         | Resultaten    |
| ---- | -------------- | ------------- |
| 2016 | Rio de Janeiro | 5e in de acht |
| 2021 | Tokio          | in de acht    |

### Wereldkampioenschappen roeien
| Jaar | Plaats              | Resultaten                        |
| ---- | ------------------- | --------------------------------- |
| 2013 | Chungju             | in de acht                        |
| 2014 | Amsterdam           | in de acht                        |
| 2015 | Aiguebelette-le-Lac | in de acht                        |
| 2017 | Sarasota            | in de acht · 9e in de vier-zonder |
| 2018 | Plovdiv             | in de acht                        |
| 2019 | Ottensheim          | 4e in de acht                     |

1976: Goretzki & Knetsch & Richter & Ahrenholz & Kallies & Ebert & Lehmann & Müller & Wilke ·
1980: Boesler & Neisser & Köpke & Schütz & Kühn & Richter & Sandig & Metze & Wilke ·
1984: O'Steen & Metcalf & Bower & Graves & Flanagan & Norelius & Thorsness & Keeler & Beard ·
1988: Strauch & Zeidler & Haacker & Wild & Kluge & Schröer & Balthasar & Stange & Neunast ·
1992: Barnes & Taylor & Delehanty & Crawford & McBean & Worthington & Monroe & Heddle & Thompson ·
1996: Tănase & Cochelea & Gafencu & Spîrcu & Olteanu & Lipă & Popescu & Ignat & Georgescu ·
2000: Damian & Susanu & Olteanu & Cochelea & Dumitrache & Lipă & Gafencu & Ignat & Georgescu ·
2004: Florea & Susanu & Bărăscu & Papuc & Gafencu & Lipă & Damian & Ignat & Georgescu ·
2008: Cafaro & Cummins & Davies & Francia & Goodale & Lind & Logan & Shoop & Whipple ·
2012: Cafaro & Francia & Lofgren & Ritzel, Musnicki & Logan & Lind, Davies & Whipple ·
2016: Elmore & Gobbo & Logan & Musnicki, Polk & Regan & Schmetterling & Simmonds & Snyder ·
2020: Roman & Gruchalla-Wesierski & Roper & Proske & Grainger & Mailey & Payne & Wasteneys & Kit ·
2024: Rusu & Anghel & Bodnar & Lehaci & Adam & Bereș & Vrînceanu & Radiș & Petreanu